# Уштобе (Улькен-Наринський район)
Уштобе́ (каз. Үштөбе) — село у складі Улькен-Наринського району Східноказахстанської області Казахстану. Входить до складу Алтинбельського сільського округу.
Населення — 131 особа (2021; 208 у 2009, 295 у 1999, 312 у 1989).
Національний склад станом на 1989 рік:
- казахи — 100 %